# Erhard

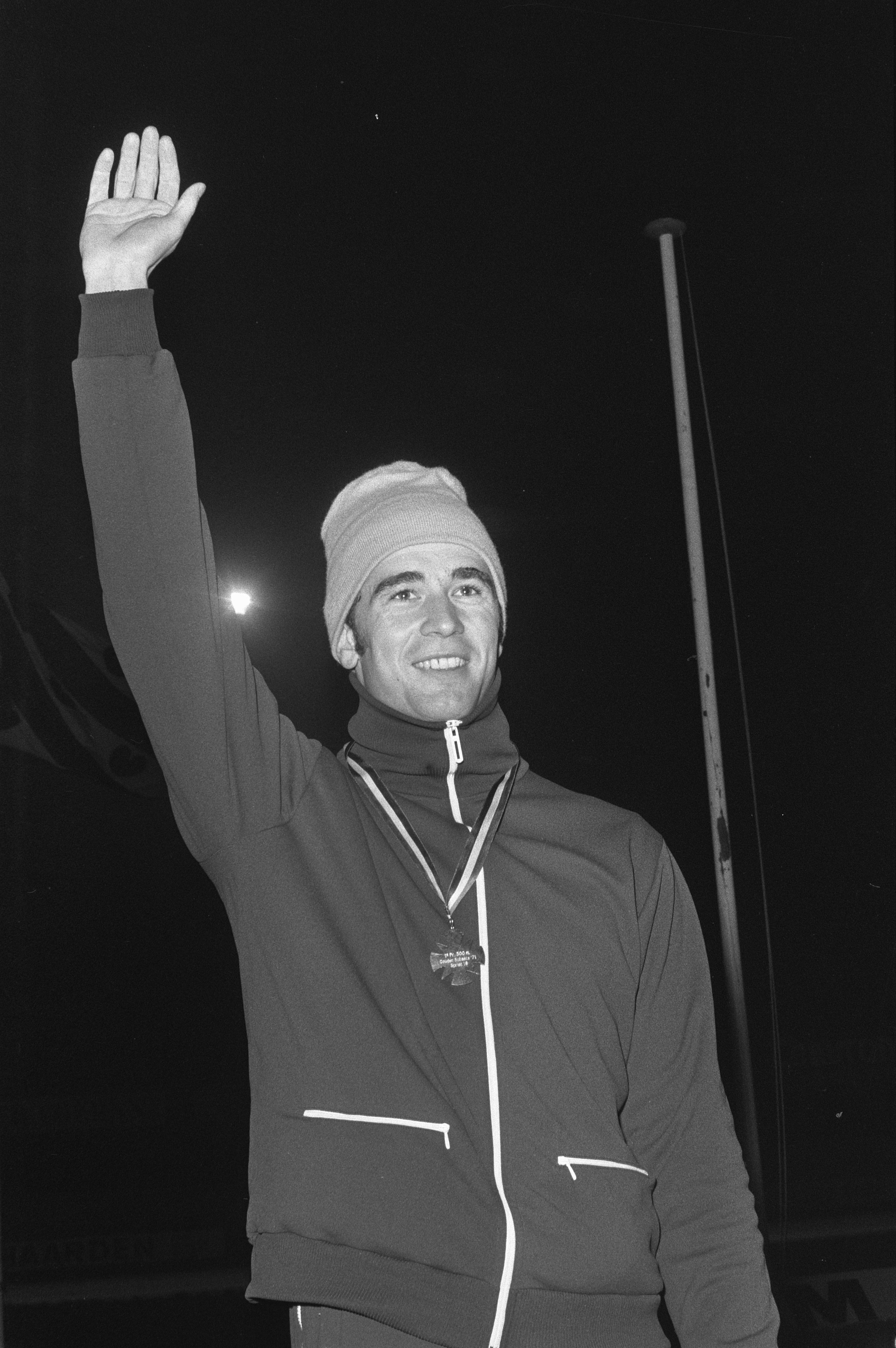
Erhard Keller, 1971.

Erhard är ett mansnamn med tyskt ursprung, bildat av er - ära, och hard - hård,stark ("starkt i ära"). Det är även ett tyskt efternamn.
I Sverige är Erhard är ett ovanligt namn. Det hade en viss popularitet kring förra sekelskiftet, men numera förekommer namnet endast som andranamn.
31 december 2009 fanns det totalt 531 personer i Sverige med namnet, varav 67 med det som tilltalsnamn.
År 2003 fick 4 pojkar namnet, men ingen fick det som tilltalsnamn.
Namnsdag: 5 maj (sedan 2001).
  
I äldre tiders almanackor (före 1901) hade Erhard namnsdag den 8 januari, till åminnelse av en tysk biskop som levde på 700-talet, men var sedan borttagen ur almanackan fram till 1986.

## Personer med namnet Erhard
- Erhard av Regensburg, biskop, helgon
- Erhard Heiden, SS-officer
- Erhard Keller, västtysk skridskoåkare
- Erhard Milch, tysk fältmarskalk
- Erhard Wikfelt, koralkompositör

## Personer med efternamnet Erhard
- Ludwig Erhard, västtysk förbundskansler
- Werner Erhard, författare